# Municipio de Bowling Green (Illinois)
El municipio de Bowling Green (en inglés: Bowling Green Township) es un municipio ubicado en el condado de Fayette en el estado estadounidense de Illinois. En el año 2010 tenía una población de 457 habitantes y una densidad poblacional de 6,91 personas por km².

## Geografía
El municipio de Bowling Green se encuentra ubicado en las coordenadas 39°11′34″N 88°56′37″O / 39.19278, -88.94361. Según la Oficina del Censo de los Estados Unidos, el municipio tiene una superficie total de 66.12 km², de la cual 66,12 km² corresponden a tierra firme y (0 %) 0 km² es agua.

## Demografía
Según el censo de 2010, había 457 personas residiendo en el municipio de Bowling Green. La densidad de población era de 6,91 hab./km². De los 457 habitantes, el municipio de Bowling Green estaba compuesto por el 98,47 % blancos, el 0,44 % eran afroamericanos, el 0,22 % eran amerindios, el 0,22 % eran asiáticos, el 0,22 % eran de otras razas y el 0,44 % eran de una mezcla de razas. Del total de la población el 1,31 % eran hispanos o latinos de cualquier raza.